# Бій біля острова Нерва
Морський бій біля острова Нерва відбувся у ніч з 19 на 20 червня 1944 року поблизу острова Нерва (фінська назва Нарві) між міноносцями Крігсмаріне та катерами ВМФ СРСР. В радянській історіографії вважається найбільшою перемогою надводних радянських сил в часі Другої світової війни.

## Становище перед боєм
Бйоркська десантна операція радянського балтійського флоту на Бйоркський архіпелаг біля входу у Виборзьку затоку, що була проведена в червні 1944 року, згідно оперативного плану мала на першій стадії опанувати силами десантників островом Нерва — за 16 миль на захід від островів архіпелагу.
В подальшому острів передбачалося використати як відправний пункт для дій радянських морських сил; в ніч на 20 червня на незайнятий воюючими сторонами висаджується радянський десант — посилена стрілецька рота морської піхоти.
Морська піхота прибула на 7 тральниках, десантування прикривав 1-й гвардійський дивізіон торпедних катерів Балтійського флоту — як ближнє прикриття (командир — капітан другого рангу С. А. Осипов). У дивізіоні нараховувалося 14 катерів, з них 8 типу «Г-5», 4 типу «Д-3», 2 типу «Ш-4».
Другим ешелоном прикриття десанту був «Винищувальний загін охорони водного району», котрим керував каперанг Є. В. Гуськов; загін складався з 10 катерів — малих мисливців МО-4 та 4 артилерійських катерів зразка «шхерні монітори».
Німецьке керівництво передбачало можливість проведення радянськими морськими силами десантної операції задля охоплення приморського фінського флангу біля Виборзької затоки. Для протидії можливому радянському десанту на рейд Муссало поблизу Котки 17 червня прибувають міноносці Т30 та Т31 типу «Ельбінг». Командири міноносців — капітан-лейтенанти Бух та Піркхам — отримали наказ при небезпеці російського десанту в тил фінського фронту по кодовому слову «Дроссельфанг» вийти на максимальній швидкості та знищити десантованих.
Після повідомлення нацистської розвідки про появу біля входу у Виборзьку затоку значної кількості радянських кораблів, кораблі Т-30 й Т-31 прочинають виконання операції «Дроссельфанг». При слідуванні до місця операції німецькі кораблі в Фінській затоці перестріли дозор з двох радянських торпедних кораблів та відігнали артилерійським вогнем їх до острова Лавенсарі.
Після того міноносці продовжили рухатися в напрямі Бйоркських островів — до місця очікуваного радянського десантування; 19 червня близько 23-ї години ночі вони зіштовхнулися із «винищувальним загоном охорони водного району» — біля банки Середня, на північ від острова Нерва.

## Співвідношення та характеристика сил в бою
В бою зійшлися 2 німецьких міноносці та 28 радянських катерів — 14 з артилерійським та 14 із торпедним озброєнням.
Німецький міноносець типу «Ельбінг» мав водотоннажність 1294/1754 тонни, швидкість 33 вузли, в екіпажі було 206 людей. На озброєнні мав два тритрубні торпедні апарати, чотири 105-мм гармати, дві двоствольні 37-мм напівавтоматичні гармати, чотириствольну 20-мм автоматичну гармату; Т30 мав дві, Т31 — чотири 20-мм автоматичні гармати, також по два 13,2-мм кулемети. Це були чималі універсальні кораблі, що використовувалися для морського супроводу та самостійних бойових дій, котрі мали на озброєнні загрозливе для всіх зразків радянських катерів озброєння — середньокаліберна артилерія та швидкострільна дрібнокаліберна. До переваг міноносців відносилася й їх велика швидкість — були швидкохіднішими радянських бронекатерів та катерів-мисливців і дещо поступалися у швидкості великим торпедним катерам зразка «Д-3».
Радянські торпедні катери зразка «Ш-4» мали водотоннажність 10 тонн, швидкість 44 вузли, екіпаж нараховував 6 чоловік, на озброєнні — два торпедні апарати та 7,62-мм кулемет;
торпедні катери зразка «Г-5» водотоннажністю 15 тонн, швидкість 50 вузлів, екіпаж 8 чоловік, на озброєнні — два торпедні апарати та два 12,7-мм кулемети;
торпедні катери зразка «Д-3» мали водотоннажність 36 тонн, розвивали швидкість до 35 вузлів, екіпаж нараховував 10 чоловік, на озброєнні — 2 торпедні апарати, одна або дві 20-мм автоматичні гармати та два 12,7-мм кулемети;
катери «малий мисливець» зразка «МО-4» мали водотоннажність у 56 тон, максимальна швидкість — 26 вузлів, в екіпажі було 22 чоловік, озброєння — дві 45-мм гармати та два 12,7-мм кулемети;
морські бронекатери зразка «МБК» були водотоннажністю 162 тони, максимальна швидкість — 13 вузлів, в екіпажі — 39 чоловік, озброєння — в танкових баштах дві 76-мм гармати, одна 37-мм гармата та два 12,7-мм кулемети.
Озброєння радянських катерів не могло завдати нацистським міноносцям серйозних ушкоджень, єдиною можливою варіантом для катерів потопити міноносці була торпедна атака. Позитивною стороною була чисельність радянських катерів, вони могли одночасно проводити відразу кілька атак — при добрій координації дій. Радянські морські катери зразків «Г-5» та «Ш-4» були набагато швидкохіднішими німецьких міноносців, однак відзначалися поганою морехідністю.

## Бій бронекатерів та «морських мисливців»
В першій частині бій з двома німецькими міноносцями вели 10 катерів 4-го дивізіону «морських мисливців» та 4 бронекатери. «Малі мисливці» почали бій, щоб не дати можливості міноносцям сховатися в шхерах до підходу торпедних катерів; створюючи димову завісу, «мисливці» на повній швидкості підпливали до міноносців, стріляючи зі всіх гармат та кулеметів. Після кількох залпів з міноносців «мисливці» ховалися у димовій завісі, при цьому німецькі кораблі продовжували йти попереднім курсом. По третій атаці катерів, котрі вийшли з димової завіси за 10 кабельтов від міноносців, масованим артилерійським ударом було зроблено кілька попадань. На ведучому міноносці з деякими проміжком в часі замовкли дві гармати головного калібру, на другому виникла пожежа; на обидвох кораблях були пробиті борти, димові труби та надбудови. Після цього міноносці починають поворот для руху у зворотному напрямі, та наштовхуються на непомітні в димовій завісі малі канонерські човни, що мали на озброєнні артилерію в танкових баштах; канонерські човни, що не виявляли себе до цього часу, опинилися в просторі, котрий з міноносців не обстрілювався. Артилерія канонерських човнів відкриває вогонь з малої відстані по слабких місцях міноносців, при цьому перебуваючи під обстрілом, по цьому на міноносцях перестали стріляти ще дві гармати.
У своїх спогадах адмірал Трибуц той бій описував дещо інакше — він зазначав, що міноносці змінили курс відразу після зіткнення із загоном Гуськова. В бою був важко поранений командир 4-го дивізіону «мисливців» капітан 2 рангу Михайло Васильович Капралов. Командир Гуськов повідомив Осипову, торпедні катери якого забезпечували десантування на острів Нерва, про зіткнення з міноносцями.
Разом з тим, цей відтинок бою закінчився не на користь радянських сил — артилерійським вогнем були пошкоджені катер МО-106 — флагманський катер «мисливців», та бронекатери МБК-503 й МБК-505.
Міноносці не могли отримати серйозних ушкоджень від обстрілу катерами — бронекатери з 76-мм артилерією не мали приладів управління вогнем, тому результативність їхньої стрільби в морі по рухомих мішенях високою бути не могла.

## Бій торпедних катерів
Після відходу бронекатерів та «мисливців» до бою вступають підійшли від острова Нерва торпедні катери, вони були вишикувані в 3 загони, якими керували відповідно Борис Ущев, Іван Іванов та Віктор Тихонов. Загальне керівництво здійснював капітан другого рангу Сергій Осипов. Командиром бойового забезпечення був капітан третього рангу Григорій Лепежеков.
Згодом командуючий флотом Трибуц писав, що на початку бою Осипов зробив двічі серйозну похибку — наказав атакувати міноносці лише одним загоном Ущева — 3 катери, випустили двічі торпеди — загалом 6 торпед. Лобовий напад успіху не приніс, торпеди пройшли мимо цілей, всі катери від обстрілу зазнали пошкоджень. Після відходу загону Ущева така ж атака була здійснена загоном Тихонова, й також без особливих досягнень, 2 катери зазнали ушкоджень. Після торпедних атак міноносці змінюють курс до шхер, що дало можливість радянським катерам підготуватися до наступної атаки.
Близько півночі 20 червня нацистські міноносці знову наближаються до острова Нерва; капітан другого рангу Осипов наказує атакувати їх силами усіх катерів, які ще не зазнали серйозних ушкоджень та мали торпеди. Виставивши димову завісу, катери пішли в атаку двома групами, оточуючи міноносці. Цього разу міноносці, змушено розосереджуючи вогонь на багато цілей, не змогли ефективно уражати радянські катери; ТК-37 старшого лейтенанта В. Тараненка та ТК-60 лейтенанта В. А. Бушуєва змогли підійти з двох бортів на близьку відстань до міноносця Т31 та випустити торпеди. По одних даних, о 0-03 дві з них потрапили в міноносець, по інших — потрапила одна торпеда з ТК-37. Німецький корабель зазнав значних ушкоджень та біля 0-30 затонув. Міноносець Т30 поспішно відходить з місця бою, не надавши допомоги тонучому Т31.
Радянські катери також не затрималися на місці бою, піднявши з води 6 німецьких моряків; згодом фінські катери вирятували 86 чоловік з Т31; 76 моряків з німецького міноносця потонули.

## Значення бою
Завдяки успіху радянських торпедних катерів було знято загрозу радянському десанту на острові Нерва; до ранку 20 червня морські піхотинці закінчили висадку. Острів Нерва став важливим опорним пунктом для радянських морських операцій в подальшому.
Міноносець Т-31 був найбільшим бойовим кораблем, потопленим в часі нацистсько-радянської війни радянськими надводними силами.
Майже відразу противник зробив спробу відбити острів сильнішим загоном — міноносці Т8, Т10 та Т30, 5 тральників, 4 сторожових катери, 4 самохідних артилерійських барж Крігсмаріне та 20 різнотипних фінських катерів.
1 липня в морському бою біля Нерви було потоплено 2 радянські катери зразка «Г-5», що намагалися провести атаку. На той час радянські бійці вже звели оборонні спорудження та встановили артилерійську батарею — три 45-мм гармати та 6 кулеметних дзотів, обстріл Нерви з кораблів противника результатів не дав, німецько-фінські сили відмовилися від плану висадки десанту.